# Podmornice klase Heroj
Klasa Heroj bila je klasa jugoslavenskih napadnih podmornica izrađenih u razdoblju od 1968. do 1970. U tom vremenu, izrađene su tri jedinice: P-821 Heroj (1968.), P-822 Junak (1969.) i P-823 Uskok (1970.). Glavno naoružanje ove klase činile su četiri torpedne cijevi promjera 533 mm. Nakon raspada SFRJ, sve tri podmornice su završile u Crnoj Gori gdje su sve kasnije i povučene iz službe. P-821 je izložena kao muzejski primjerak, P-822 je otpisana i razrezana 1997. a P-823 je otpisana i razrezana 2007.